# Zeslandentoernooi 2024 (vrouwen)
De negenentwintigste editie van het Zeslandentoernooi voor vrouwen (achttiende in deze samenstelling) van de Rugby Union werd gespeeld van 23 maart tot en met 27 april 2024 tussen de rugbyteams van Engeland, Frankrijk, Italië, Schotland, Wales en het Iers rugbyteam (het team dat zowel de Republiek Ierland als Noord-Ierland vertegenwoordigt in internationale wedstrijden). Engeland verdedigde de titel en won het toernooi. 

## Deelnemende landen
| Land      | Stadion                  | Capaciteit | Stad      | Coach                        | Aanvoerder                  |
| --------- | ------------------------ | ---------- | --------- | ---------------------------- | --------------------------- |
| Engeland  | Ashton Gate              | 27.000     | Bristol   | John Mitchell                | Marlie Packer Zoe Aldcroft  |
| Engeland  | Twickenham Stadium       | 82.000     | Londen    | John Mitchell                | Marlie Packer Zoe Aldcroft  |
| Frankrijk | Stade Marie-Marvingt     | 25.064     | Le Mans   | Gaëlle Mignot en David Ortiz | Manae Feleu                 |
| Frankrijk | Stade Jean-Bouin         | 20.000     | Parijs    | Gaëlle Mignot en David Ortiz | Manae Feleu                 |
| Frankrijk | Stade Chaban-Delmas      | 34.462     | Bordeaux  | Gaëlle Mignot en David Ortiz | Manae Feleu                 |
| Ierland   | RDS Arena                | 18.500     | Dublin    | Scott Bemand                 | Edel McMahon Sam Monaghan   |
| Ierland   | Musgrave Park            | 8.008      | Cork      | Scott Bemand                 | Edel McMahon Sam Monaghan   |
| Ierland   | Ravenhill Stadium        | 18.196     | Belfast   | Scott Bemand                 | Edel McMahon Sam Monaghan   |
| Italië    | Stadio Sergio Lanfranchi | 5.000      | Parma     | Giovanni Raineri             | Sofia Stefan Elisa Giordano |
| Schotland | Edinburgh Rugby Stadium  | 7.800      | Edinburgh | Bryan Easson                 | Rachel Malcolm              |
| Wales     | Cardiff Arms Park        | 12.125     | Cardiff   | Ioan Cunningham              | Hannah Jones                |
| Wales     | Millennium Stadium       | 73.931     | Cardiff   | Ioan Cunningham              | Hannah Jones                |

## Stand
| Positie | Land      | Wedstrijden | Wedstrijden | Wedstrijden | Wedstrijden | Punten | Punten | Punten   | Try's | Try's | Bonus-punten | Tabel Punten |
| Positie | Land      | Gespeeld    | Gewonnen    | Gelijk      | Verloren    | Voor   | Tegen  | Verschil | Voor  | Tegen | Bonus-punten | Tabel Punten |
| ------- | --------- | ----------- | ----------- | ----------- | ----------- | ------ | ------ | -------- | ----- | ----- | ------------ | ------------ |
| 1       | Engeland  | 5           | 5           | 0           | 0           | 270    | 41     | 229      | 44    | 5     | 5            | 28           |
| 2       | Frankrijk | 5           | 4           | 0           | 1           | 152    | 79     | 73       | 22    | 11    | 3            | 19           |
| 3       | Ierland   | 5           | 2           | 0           | 3           | 99     | 170    | -71      | 13    | 26    | 2            | 10           |
| 4       | Schotland | 5           | 2           | 0           | 3           | 54     | 104    | -50      | 8     | 15    | 1            | 9            |
| 5       | Italië    | 5           | 1           | 0           | 4           | 72     | 146    | -74      | 10    | 23    | 3            | 7            |
| 6       | Wales     | 5           | 1           | 0           | 4           | 55     | 162    | -107     | 7     | 24    | 1            | 5            |

## Programma en uitslagen
Op 12 februari 2024 werd bekendgemaakt welke scheidsrechters de duels op het toernooi leiden.

### Week 1
| 23 maart 2024 15:15 | Frankrijk            | 38 - 17 | Ierland              | Stade Marie-Marvingt, Le Mans Scheidsrechter: Kat Roche |
| 23 maart 2024 15:15 | Try: 5 Con: 5 Pen: 1 | Verslag | Try: 2 Con: 2 Pen: 1 | Stade Marie-Marvingt, Le Mans Scheidsrechter: Kat Roche |

| 23 maart 2024 17:45 | Wales                | 18 - 20 | Schotland            | Cardiff Arms Park, Cardiff Scheidsrechter: Clara Munarini |
| 23 maart 2024 17:45 | Try: 2 Con: 1 Pen: 2 | Verslag | Try: 2 Con: 2 Pen: 2 | Cardiff Arms Park, Cardiff Scheidsrechter: Clara Munarini |

| 24 maart 2024 16:00 | Italië               | 0 - 48  | Engeland             | Stadio Sergio Lanfranchi, Parma Scheidsrechter: Aurélie Groizeleau |
| 24 maart 2024 16:00 | Try: 0 Con: 0 Pen: 0 | Verslag | Try: 8 Con: 4 Pen: 0 | Stadio Sergio Lanfranchi, Parma Scheidsrechter: Aurélie Groizeleau |

### Week 2
| 30 maart 2024 15:15 | Schotland            | 5 - 15  | Frankrijk            | Edinburgh Rugby Stadium, Edinburgh Scheidsrechter: Sara Cox |
| 30 maart 2024 15:15 | Try: 1 Con: 0 Pen: 0 | Verslag | Try: 2 Con: 1 Pen: 1 | Edinburgh Rugby Stadium, Edinburgh Scheidsrechter: Sara Cox |

| 30 maart 2024 17:45 | Engeland             | 46 - 10 | Wales                | Ashton Gate, Bristol Scheidsrechter: Kat Roche |
| 30 maart 2024 17:45 | Try: 8 Con: 3 Pen: 0 | Verslag | Try: 1 Con: 1 Pen: 1 | Ashton Gate, Bristol Scheidsrechter: Kat Roche |

| 30 maart 2024 16:00 | Ierland                                      | 21 - 27 | Italië               | RDS Arena, Dublin Scheidsrechter: Hollie Davidson |
| 30 maart 2024 16:00 | Try: 3 (waarvan 1 penalty try) Con: 2 Pen: 0 | Verslag | Try: 4 Con: 2 Pen: 1 | RDS Arena, Dublin Scheidsrechter: Hollie Davidson |

### Week 3
| 13 april 2024 15:15 | Schotland            | 0 - 46  | Engeland             | Edinburgh Rugby Stadium, Edinburgh Scheidsrechter: Clara Munarini |
| 13 april 2024 15:15 | Try: 0 Con: 0 Pen: 0 | Verslag | Try: 8 Con: 3 Pen: 0 | Edinburgh Rugby Stadium, Edinburgh Scheidsrechter: Clara Munarini |

| 13 april 2024 17:45 | Ierland              | 36 - 5  | Wales                | Musgrave Park, Cork Scheidsrechter: Sara Cox |
| 13 april 2024 17:45 | Try: 5 Con: 4 Pen: 1 | Verslag | Try: 1 Con: 0 Pen: 0 | Musgrave Park, Cork Scheidsrechter: Sara Cox |

| 14 april 2024 13:30 | Frankrijk            | 38 - 15 | Italië               | Stade Jean-Bouin, Parijs Scheidsrechter: Joy Neville |
| 14 april 2024 13:30 | Try: 6 Con: 4 Pen: 0 | Verslag | Try: 2 Con: 1 Pen: 1 | Stade Jean-Bouin, Parijs Scheidsrechter: Joy Neville |

### Week 4
| 20 april 2024 15:15 | Engeland              | 88 - 10 | Ierland                            | Twickenham Stadium, Londen Scheidsrechter: Aurélie Groizeleau |
| 20 april 2024 15:15 | Try: 14 Con: 9 Pen: 0 | Verslag | Try: 1 (penalty try) Con: 0 Pen: 1 | Twickenham Stadium, Londen Scheidsrechter: Aurélie Groizeleau |

| 20 april 2024 17:45 | Italië               | 10 - 17 | Schotland            | Stadio Sergio Lanfranchi, Parma Scheidsrechter: Maggie Cogger-Orr |
| 20 april 2024 17:45 | Try: 1 Con: 1 Pen: 1 | Verslag | Try: 3 Con: 1 Pen: 0 | Stadio Sergio Lanfranchi, Parma Scheidsrechter: Maggie Cogger-Orr |

| 21 april 2024 16:15 | Wales                | 0 - 40  | Frankrijk            | Cardiff Arms Park, Cardiff Scheidsrechter: Hollie Davidson |
| 21 april 2024 16:15 | Try: 0 Con: 0 Pen: 0 | Verslag | Try: 6 Con: 5 Pen: 0 | Cardiff Arms Park, Cardiff Scheidsrechter: Hollie Davidson |

### Week 5
| 27 april 2024 13:15 | Wales                | 22 - 20 | Italië               | Millennium Stadium, Cardiff Scheidsrechter: Aimee Barrett-Theron |
| 27 april 2024 13:15 | Try: 3 Con: 2 Pen: 1 | Verslag | Try: 3 Con: 1 Pen: 1 | Millennium Stadium, Cardiff Scheidsrechter: Aimee Barrett-Theron |

| 27 april 2024 15:30 | Ierland              | 15 - 12 | Schotland            | Ravenhill Stadium, Belfast Scheidsrechter: Natarsha Ganley |
| 27 april 2024 15:30 | Try: 2 Con: 1 Pen: 1 | Verslag | Try: 2 Con: 1 Pen: 0 | Ravenhill Stadium, Belfast Scheidsrechter: Natarsha Ganley |

| 27 april 2024 17:45 | Frankrijk            | 21 - 42 | Engeland             | Stade Chaban-Delmas, Bordeaux Scheidsrechter: Maggie Cogger-Orr |
| 27 april 2024 17:45 | Try: 3 Con: 3 Pen: 0 | Verslag | Try: 6 Con: 6 Pen: 0 | Stade Chaban-Delmas, Bordeaux Scheidsrechter: Maggie Cogger-Orr |